# Flix SE
Flix es una Societas Europaea (SE) de transporte público con sede en Múnich, Alemania. Es una empresa especializada en soluciones de viaje sostenible y asequible en una cuarentena de países a través de sus marcas FlixBus, FlixTrain, Greyhound y Kâmil Koç.